# Stadio Atleti Azzurri d’Italia
Stadio Atleti Azzurri d’Italia – stadion piłkarski w Bergamo we Włoszech, wybudowany w latach 1927–1928, a w latach 2019–2024 przebudowy do obecnej formy. Domowy obiekt Atalanty BC i UC AlbinoLeffe. Pojemność jego trybun wynosi 21 747 miejsc.